# 온실가루이
온실가루이는 매미목 가루이과의 곤충이다. 성충의 날개 길이는 1~2mm이다.

## 특징
성충의 몸길이는 1.4mm이며, 수컷은 암컷보다 다소 작다. 색은 옅은 황색이지만 몸 표면에 밀가루 모양의 흰 왁스 가루로 덮여 있어서 흰색을 띤다. 알은 자루가 있는 포탄모양이고 길이가 0.2mm이다. 난자루가 잎의 조직내에 삽입되어 엽면에 대해 수직으로 서 있다.